# Liste der denkmalgeschützten Objekte in Kirchberg ob der Donau
Die Liste der denkmalgeschützten Objekte in Kirchberg ob der Donau enthält die 7 denkmalgeschützten, unbeweglichen Objekte der Gemeinde Kirchberg ob der Donau in Oberösterreich (Bezirk Rohrbach).

## Denkmäler
| Foto |                 | Denkmal                                                                      | Standort                                 | Beschreibung | Metadaten |
| ---- | --------------- | ---------------------------------------------------------------------------- | ---------------------------------------- | --- | --- |
| ja   | Datei hochladen | Sog. Kohnbrücke, Brücke über die Große Mühl HERIS-ID: 66641 Objekt-ID: 79547 | bei Partenstein 22 Standort KG: Grub     | Die Stahlfachwerkbrücke, eine ehemalige Pionierbrücke aus dem Ersten Weltkrieg, wurde 1919 über die Große Mühl errichtet. Anmerkung: Die Brücke verbindet Kirchberg mit Kleinzell im Mühlkreis. | BDA-Hist.: Q38113956 Status: Bescheid Stand der BDA-Liste: 2025-06-30 Name: Sog. Kohnbrücke, Brücke über die Große Mühl GstNr.: 1744/5 Kohnbrücke                               |
| ja   | Datei hochladen | Figurenbildstock hl. Johannes Nepomuk HERIS-ID: 17883 Objekt-ID: 14169       | südlich Partenstein 20 Standort KG: Grub | Der Figurenbildstock hl. Johannes Nepomuk befindet sich südlich der Kohnbrücke auf einem originalen Sockel. Die Mitte des 18. Jahrhunderts entstandene Figur befand sich ursprünglich im ehemaligen Schloss Langhalsen.                                                                                    | BDA-Hist.: Q37841867 Status: Bescheid Stand der BDA-Liste: 2025-06-30 Name: Figurenbildstock hl. Johannes Nepomuk GstNr.: 1744/5 Figurenbildstock Johannes Nepomuk (Ramersberg) |
| ja   | Datei hochladen | Kath. Pfarrkirche hl. Othmar HERIS-ID: 17878 Objekt-ID: 14164                | Kirchengasse Standort KG: Kirchberg      | Die Pfarrkirche geht auf eine Grabkapelle zurück, die um 1300 errichtet wurde und heute die Marienkapelle bildet. Zwischen der zweiten Hälfte des 14. Jahrhunderts und der Zeit um 1400 erfolgte der Anbau der heutigen, dreijochigen Kirche und des Chors, wobei das Langhaus um 1700 barockisiert wurde. | BDA-Hist.: Q37841839 Status: § 2a Stand der BDA-Liste: 2025-06-30 Name: Kath. Pfarrkirche hl. Othmar GstNr.: 3303 Saint Othmar church in Kirchberg                              |
| ja   | Datei hochladen | Figurenbildstock hl. Johannes Nepomuk HERIS-ID: 17885 Objekt-ID: 14171       | bei Ortsplatz 1 Standort KG: Kirchberg   | Die mit der Jahreszahl 1720 bezeichnete Statue des hl. Johannes Nepomuk befindet sich auf einem Sockel neben dem Pfarrhof. | BDA-Hist.: Q37841921 Status: § 2a Stand der BDA-Liste: 2025-06-30 Name: Figurenbildstock hl. Johannes Nepomuk GstNr.: 3301/2                                                    |
| ja   | Datei hochladen | Pappelkreuz HERIS-ID: 17875 Objekt-ID: 14161                                 | bei Ortsplatz 4 Standort KG: Kirchberg   | Das Pappelkreuz ist eine Tabernakelsäule an der Kreuzung Kirchberg/Wolkersdorf. Es war ehemals mit der Jahreszahl 1639 bezeichnet. | BDA-Hist.: Q37841813 Status: § 2a Stand der BDA-Liste: 2025-06-30 Name: Pappelkreuz GstNr.: 3300/1                                                                              |
| ja   | Datei hochladen | Sog. Freyer-Körnerkasten HERIS-ID: 17887 Objekt-ID: 14173                    | Obermühl 1 Standort KG: Kirchberg        | Der Getreidespeicher in Obermühl ist ein ehemals viergeschoßiger, heute dreigeschoßiger Bau am Donauufer. Der mit der Jahreszahl 1618 bezeichnete Körnerkasten besitzt ein angestiftetes Walmdach, gemalte und geritzte Fensterrahmen sowie Eckquaderung in Stufenputz.                                    | BDA-Hist.: Q37841946 Status: Bescheid Stand der BDA-Liste: 2025-06-30 Name: Sog. Freyer-Körnerkasten GstNr.: .121/1 Freyer-Körnerkasten                                         |
| ja   | Datei hochladen | Reste der Burg Winzberg HERIS-ID: 108266 Objekt-ID: 125698                   | westlich Point 9 Standort KG: Kirchberg  | Der Burgstall Winzberg wurde urkundlich 1260 erstmals erwähnt und befindet sich an einem Steilabfall zur Donau. Die ehemals mächtige Abschnittsbefestigung ist heute nur noch in Resten vorhanden. | BDA-Hist.: Q15108463 Status: Bescheid Stand der BDA-Liste: 2025-06-30 Name: Reste der Burg Winzberg GstNr.: 2736/1                                                              |